# Nashville Number System
 (septembre 2020).
Pour les articles homonymes, voir Nashville (homonymie).
Le Nashville Number System est une méthode sténographique de transcription de la musique codifiée à la fin des années 1950 à Nashville, au Tennessee, où elle est surtout utilisée pour la musique country.